# Comano (generale)
Comano (in greco antico: Κόμανος?, Kómanos; fl. II secolo a.C.) è stato un funzionario e militare egizio, attivo sotto Tolomeo V Epifane, Tolomeo VI Filometore e Tolomeo VIII Evergete.

## Biografia

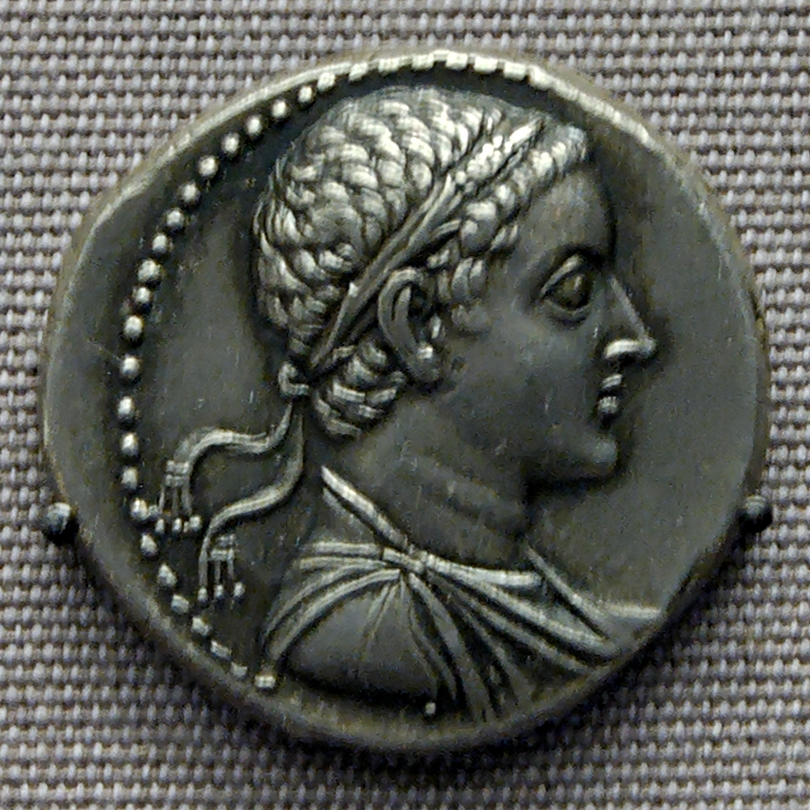
Tetradramma raffigurante Tolomeo V, il primo dei faraoni serviti da Comano (British Museum, Londra)

Nulla si sa della carriera di Comano prima che venisse nominato da Tolomeo V Epifane epistratego di Tebaide nel 187 a.C., carica creata per far fronte alle continue ribellioni nell'Alto Egitto; Comano quindi portò avanti una campagna militare contro i rivoltosi e nell'agosto del 186 a.C. riportò una vittoria decisiva contro il faraone ribelle Ankhuennefer, che fu imprigionato e in seguito ucciso.
Nel 169 a.C., sotto Tolomeo VI Filometore, Comano diventò consigliere del re insieme a Cinea, dopo la morte di Euleo e Leneo e durante la sesta guerra siriaca e l'invasione ad opera del sovrano seleucide Antioco IV Epifane. Comano e Chinea cercarono di fermare il re seleucide dall'attaccare Alessandria dando la colpa del conflitto e Euleo e Leneo, ma Antioco voleva avere un contatto diretto con il re e, minacciando militarmente la capitale, riuscì ad avere un colloquio con il giovane Tolomeo VI. Antioco riuscì a guadagnare la fiducia di Tolomeo, che allora decise di cacciare Comano e Chinea della sua corte.
Troviamo nuovamente Comano nel 162 a.C. quando, al servizio di Tolomeo VIII Evergete, venne inviato da questi come ambasciatore a Roma insieme al fratello Tolomeo; il loro compito era quello di riportare al Senato che Tolomeo VI, fratello maggiore di Tolomeo VIII, si era rifiutato di lasciare l'isola di Cipro, come da trattative con i romani. Dopo il discorso dei due in Senato, l'assemblea romana si pronunciò in favore di Tolomeo VIII, dichiarando le relazioni di pace tra Roma e Tolomeo VI finite.